# Berlin felett az ég
A Berlin felett az ég (eredeti cím: Der Himmel über Berlin) Wim Wenders német rendező 1987-ben bemutatott filmdrámája.

## Cselekmény
A berlini fal által kettéosztott Berlinben két angyal, Damiel és Cassiel figyeli a várost, anélkül, hogy az emberek látnák és hallanák őket. Megfigyelik és meghallgatják a berliniek gondolatait, köztük egy terhes nőt a kórházba tartó mentőautóban, egy fiatal prostituáltat, aki egy forgalmas út mellett áll, és egy megtört férfit, aki úgy érzi, hogy a felesége elárulta. Az ő létjogosultságuk, ahogy Cassiel mondja, a valóság „összegyűjtése, tanúsítása, megőrzése”. Damiel és Cassiel mindig is angyalokként léteztek; Berlinben voltak, mielőtt a város lett volna, és mielőtt emberek léteztek volna.
A berliniek között, akikkel vándorlásuk során találkoznak, van egy Homérosz nevű öregember, aki egy „békeeposzról” álmodik. Cassiel követi az öreget, aki egy nyílt mezőn az akkor már lebontott Potsdamer Platzot keresi, és csak a graffitivel borított Falat találja. Bár Damiel és Cassiel puszta megfigyelők, akik csak a gyerekek számára láthatók, és képtelenek a fizikai világgal való bármiféle interakcióra, Damiel elkezd beleszeretni egy Marion nevű, mélységesen magányos cirkuszi trapézművészbe. Ő egyedül él egy nyugat-berlini lakókocsiban, mígnem azt a hírt kapja, hogy csoportja, a Circus Alekan bezár. Depressziósan, egyedül táncol a Crime & the City Solution zenéjére, és sodródik a városban.
Eközben Peter Falk színész Nyugat-Berlinbe érkezik, hogy filmet forgasson a város náci múltjáról. Falk egykor angyal volt, aki megunva, hogy mindig csak megfigyel, de soha nem tapasztal, lemondott halhatatlanságáról, hogy a világ résztvevőjévé váljon. Damiel szintén belefáradt a végtelenségbe, és az emberi létezés valódiságára és korlátaira vágyik. Álmában találkozik Marionnal, és meglepődik, amikor Falk megérzi jelenlétét, és az emberi élet örömeiről mesél neki.
Damiel végül ráveszi magát, hogy lemondjon halhatatlanságáról. Először tapasztalja meg az életet: vérzik, színeket lát, megkóstolja az ételt és kávét iszik. Eközben Cassiel egy fiatalember elméjét csapolja meg, aki éppen öngyilkosságot készül elkövetni, és leugrik egy épületről. Cassiel megpróbálja megmenteni a fiatalembert, de ez nem sikerül neki, és az élmény gyötri. Megérezve Cassiel jelenlétét, Falk Damielhez hasonlóan kinyújtja felé a kezét, de Cassiel nem hajlandó követni a példájukat. Végül Damiel egy bárban, Nick Cave és a Bad Seeds koncertjén találkozik a trapézművész Marionnal, aki üdvözli őt, és arról beszél, hogy végre megtalálja a szerelmet, ami komoly és teljesnek érzi magát. Másnap Damiel elgondolkodik azon, hogy a Marionnal töltött idő megtanította őt arra, hogy ámulatba ejtse, és hogy olyan tudásra tett szert, amire egyetlen angyal sem képes. 
A filmben a berlini falon akkoriban meglévő graffitik láthatók.

## Szereplők
| Szerep                                | Színész             | Magyar hangja (1. szinkron, 1993) |
| ------------------------------------- | ------------------- | --------------------------------- |
| Damiel                                | Bruno Ganz          | Helyey László                     |
| Marion                                | Solveig Dommartin   | Für Anikó                         |
| Cassiel                               | Otto Sander         | Blaskó Péter                      |
| Homérosz, idős költő                  | Curt Bois           | Komlós András                     |
| Peter Falk, filmsztár                 | Peter Falk (önmaga) | Szabó Gyula                       |
| A haldokló / több szerep              | Hans Martin Stier   | (n. a.)                           |
| Egy szomorú ember / több szerep       | Elmar Wilms         | (n. a.)                           |
| Öngyilkos                             | Sigurd Rachman      | (n. a.)                           |
| Kötéltáncos / több szerep             | Beatrice Manowski   | (n. a.)                           |
| Marion trénere                        | Kovács Lajos        | (n. a.)                           |
| Bohóc a cirkuszban                    | Bruno Rosaz         | (n. a.)                           |
| Karmester a cirkuszban                | Laurent Petitgand   | (n. a.)                           |
| Chico Rojo Ortega, dobos a cirkuszban | Chick Ortega        | (n. a.)                           |
| Zsonglőr a cirkuszban                 | Otto Kuhnle         | (n. a.)                           |
| Zsonglőr a cirkuszban                 | Christoph Merg      | (n. a.)                           |
| Nick Cave                             | Nick Cave, önmaga   | (n. a.)                           |

- További szinkronhangok: Csuha Borbála, Dengyel Iván, Galamb György, Gidai Ákos, Gidai Előd, Hamvas Dániel, Koroknay Géza, Láng József, Magda Gabi, Nagy Gábor, Orosz István, Perlaki István, Rajna Mária, Rosta Sándor, Stohl András, Szalay Csongor, Szécsi Vilma, Szokol Péter, Tóth Auguszta, Udvarias Anna, Ullmann Zsuzsa

## Díjak
A Berlin felett az ég több díjat nyert. 1988-ban elnyerte a Német Filmdíjat, a Bajor Filmdíjat és az Európai Filmdíjat. 1987-ben a Cannes-i filmfesztiválon Wim Wenders elnyerte a legjobb rendező díját. São Paulóban 1988-ban a film elnyerte a közönség díjat. A César-díjra mint legjobb külföldi filmnek jelölték.

## Remake
1998-ban Angyalok városa címmel Nicolas Cage és Meg Ryan főszereplésével amerikai remake készült belőle.